# Agrypnus gragetensis
Agrypnus gragetensis là một loài bọ cánh cứng trong họ Elateridae. Loài này được Szombathy miêu tả khoa học năm 1909.